# ГЕС Койша
ГЕС Койша – гідроелектростанція, що споруджується в Ефіопії. Знаходячись після ГЕС Гільгель-Гібе III, становитиме нижній ступінь каскаду на річці Омо, яка впадає до безстічного озера Туркана (раніше існували плани будівництва двох станцій Гільгель-Гібе IV та Гільгель-Гібе V). 
В межах проекту річку перекриють греблею із ущільненого котком бетону висотою 179 метрів та довжиною 990 метрів, яка утримуватиме водосховище з площею поверхні 119 км2 та об’ємом 6 млрд м3.  
Через три водоводи довжиною по 0,65 км ресурс подаватиметься до машинного залу, який обладнають вісьмома турбінами типу Френсіс потужністю по 270 МВт. Це обладнання забезпечватиме виробництво 6460 млн кВт-год електроенергії на рік.
Видача продукції відбуватиметься по ЛЕП, розрахованій на роботу під напругою 400 кВ.
Станом на вересень 2018-го було виконано 21% робіт за проектом, зокрема, здійснили екскавацію майже половини із запланованих 2 млн м3 породи.